# Richard Parke
Richard Parke (n. 13 decembrie 1893, New York City, New York, SUA – d. 23 august 1950, San Murezzan, cantonul Graubünden, Elveția) a fost un bober ce a reprezentat Statele Unite ale Americii, medaliat olimpic. A participat la o ediție a Jocurilor Olimpice (1928) în care a câștigat o medalie de aur.

## Participări
Lista de mai jos prezintă principalele competiții la care a participat Richard Parke de-a lungul carierei.
- Olympische Winterspiele 1928/Bob[*]